# Marcello Trotta
Marcello Trotta (Santa Maria Capua Vetere, 29 september 1992) is een Italiaans voetballer die doorgaans als aanvaller speelt. Hij verruilde US Avellino in januari 2016 voor US Sassuolo.

## Clubcarrière
Trotta speelde in de jeugd voor SSC Napoli, Manchester City en Fulham. Op 27 januari 2012 maakte hij zijn opwachting in het eerste elftal van Fulham in de FA Cup tegen Everton. Bij gebrek aan speeltijd werd hij uitgeleend aan Wycombe Wanderers, Watford, Brentford en Barnsley. In januari 2015 keerde de aanvaller terug naar Italië, waar hij zich aansloot bij US Avellino. Op 17 januari 2015 debuteerde hij in de Serie B tegen Pro Vercelli. Op 14 februari 2015 maakte Trotta zijn eerste competitiedoelpunt, tegen Frosinone.

## Interlandcarrière
Trotta kwam uit voor diverse Italiaanse nationale jeugdelftallen. In 2014 debuteerde hij voor Italië –21.